# 橋口侑佳
橋口 侑佳（はしぐち ゆか、1984年12月26日 - ）は、日本の女性フリーアナウンサー。セントラルジャパン所属。

## 略歴
12月26日生まれ。
熊本県球磨郡あさぎり町（旧須恵村）出身。愛知県名古屋市在住。山羊座。血液型A型。
趣味は、野球観戦。福岡ソフトバンクホークスのファンである。
あさぎり町立須恵中学校、熊本県立多良木高等学校、日本大学文理学部英文学科卒。
同郷の先輩アナウンサーとして、テレビ熊本（TKU）の恒松聡美がいる。
2007年に青森テレビ（ATV）に入社し、2008年12月まで在籍。
2009年4月、熊本朝日放送（KAB）に契約アナウンサーとしてUターン就職。2010年3月までの1年間在籍。
1年間のブランクを経て、2011年4月より名古屋テレビ（メ～テレ）に入社。2013年3月まで在籍。
2013年4月、宮崎放送（MRT）に入社。2014年3月まで在籍。
これまで培ってきた多くの経験を活かし、更に視野を広げたいという理由で局アナを卒業し、フリーアナウンサーとなる。

## エピソード
- ATV在籍時は、他の女性アナウンサーとのコラボレーション企画商品で洋菓子が発売され、いずれも青森県内のローソン全店舗で2週間限定で発売された。 
  - 2007年 - 田中栄子・安藤あや菜・駒井亜由美の3アナウンサーとの企画商品は「やさしさに包まれたなら」・「あなた色に染まりたい」・「よくばってもいいかしら?」の3商品が発売された。
  - 2008年 - 安藤あや菜・池田麻美とのコラボレーション企画「ハッピーフードプロジェクト」を展開。「ANにんDOふ」・「唐芋苺餅」・「ぷっ…ふりん」の3商品が発売された。
- KAB在籍期間中は「駅前TVサタブラ」の番組MCを務める。2009年3月28日放送で同番組を卒業した谷口寿宣アナの後任として、4月4日放送より出演。そして、2010年3月いっぱいでKABとの契約が終了することから、同月27日の放送で番組を卒業すると発表、同日の放送をもって番組MCを降板した。

## 現在の担当番組
- ぎふチャン「ぎふ県政ほっとライン」リポーター(不定期)
- FM AICHI ｢AFTERNOON COLORS｣月曜日・火曜日担当(2020年3月30日～)

## 過去の担当番組

### ATV時代の担当番組
- おしゃべりハウス
- じしゃばん
  - 番組内のコーナーの一つである「××劇場」にて、自身の担当で「橋口劇場」として放送されていた。
- ATVニュース

### KAB時代の担当番組
- 駅前TVサタブラ（番組MC、2009年4月4日放送～2010年3月27日放送）
- KABニューストレイン（お天気コーナー）
- アナステ
- KABニュース

### メ～テレ時代の担当番組
- ドデスカ!（2011年4月～2013年3月30日、土曜日天気予報担当）
- メ〜テレNEWS